# Принцесса-лебедь: Тайна заколдованного замка
«Принце́сса-ле́бедь: Тайна заколдованного замка» (англ. The Swan Princess III: The Mystery of the Enchanted Treasure (первоначальное название The Swan Princess: The Mystery of the Enchanted Kingdom)), — американский мультфильм, выпущенный в 1998 году. Третий по счёту мультфильм во франшизе «Принцесса-лебедь».

## Сюжет
Пока королевство Дерека и Одетты готовится к празднованию Фестивальных дней, злая колдунья Зельда замышляет вернуть себе записи Ротбарта о Запретных искусствах; заметки, которые она помогала писать, когда они с Ротбартом были партнёрами. Чтобы узнать, существуют ли ещё записи, Зельда ловит птицу по имени Уиззер, который может имитировать любой голос, услышав его только один раз. Хотя магические способности Зельды ограничены, она может создать магический огненный шар, называемый искателем, чтобы нацелиться на любого, кому она прикажет. Угрожая своей жизни этой способностью, Уиззер отправляется в Замок Лебединого озера в качестве шпиона и подслушивает, как Дерек и Роджерс обнаружили записи Ротбарта и спрятали их. Одетта никогда не знала, что Дерек нашел эти записи, и всегда предполагала, что если такие вещи будут обнаружены, то они будут немедленно уничтожены. Она пытается убедить Дерека избавиться от них, говоря, что из них никогда не выйдет ничего хорошего. Однако Дерек верил, что когда-нибудь эти записи будут использоваться во благо.
После того, как Уиззер рассказывает Зельде всё, что он услышал, она направляется в замок, притворяясь «аккордеонной рабыней». Она флиртует и очаровывает лорда Роджерса историей о том, как она сбежала от короля, который держал её взаперти и постоянно играл на аккордеоне. Роджерс влюбляется в Зельду и предлагает ей остаться жить в замке, несмотря на оговорки королевы Юберты. Той ночью Зельда крадёт сундук с записями Ротбарта и убегает. К её ужасу, записи неполны и не позволяют ей набрать полную силу. Зельда расспрашивает Уиззера и узнаёт, что Дерек оторвал оставшуюся часть и спрятал её.
Зельда посылает огненный шар «искателя» найти Одетту, а Уиззер отправляется доставить Дереку записку о выкупе. Искатель находит Одетту и успешно её вместе с Жан-Прыгом в логово Зельды. В замке Дерек получает записку о выкупе и достаёт оторванную часть заметок Ротбарта, которую он спрятал в библиотеке. Уиззера захватывают Спид и Паффин, которые убеждают его помочь им остановить Зельду. В конце концов Уиззер соглашается, и группа направляется помочь Дереку спасти Одетт.
Когда Жан-Прыг освобождает Одетту, она пытается улизнуть с заметками, но её снова поймают. Затем Зельда превращает Одетту в лебедя и заключает её и Жан-Прыга в купол зелёного огня, который уничтожит их, если они коснутся его. Когда Дерек прибывает на место встречи, чтобы заплатить выкуп, Зельда обманом заставляет Дерека ослабить бдительность, замаскировавшись под Одетт, и вырывает последний кусок из его рук. Зельда издевается над Дереком и отказывается от обещания вернуть Одетту. Вместо этого она планирует испытать Силу разрушения на Одетте.
Паффин и остальные наконец встречаются с Дереком и мчатся к логову Зельды. Они освобождают Одетту и Жан-Прыга, пока Зельда поглощает Силу Разрушения. Дерек и остальные сталкиваются с ней в битве, и в ходе битвы Зельда вызывает разрушающего искателя и бросает его в Одетту. Одетта с Тупиком улетает из логова в попытке сбежать. Уиззер отвлекает Зельду, имитируя голос Ротбарта, позволяя Дереку сломать её волшебную палочку. Зельда падает обратно на свой собственный купол заклинания зелёного огня и погибает. Паффин возвращается в логово один и говорит Дереку, что Одетт была убита искателем. Дерек от услышанного убивается горем и рыдает, сожалея о том, что не уничтожил записи Ротбарта раньше. Когда он сжигает записи, он извиняется перед Одеттой и молится, чтобы из этого всё ещё вышло добро. Пламя принимает форму лебедя, из которого материализуется Одетта, и возвращается к жизни. Дерек обнимает её и говорит Одетт, что любит её.
Королевство снова в безопасности, и фестиваль проходит по плану: Жан-Прыг преодолевает полосу препятствий и становится принцем на день (с небольшой помощью извне Уиззера), а Юберта и Роджерс выигрывают шоу талантов. Пока Дерек и Одетта наблюдают за происходящим, Одетт просит Дерека пообещать, что в замке больше никогда не будет волшебства. Дерек отвечает, что не может, потому что «Пока ты здесь, всегда будет волшебство», и они целуются.

## Команда
Роли озвучивали
- Мишель Никастро — Одетт
- Брайан Ниссен — Дерек
- Катя Зох — Зельда
- Джозеф Медрано — лорда Роджерс
- Кристи Ландерс — королева Юберт
- Дональд Сейдж Маккей — Жан-Прыг
- Дуг Стоун — Спид
- Стив Винович — Тупик
- Пол Мэйсонсон — Уиззер
- Оуэн Миллер — Бромли
- Шон Райт — Ротбарт

Съёмочная группа
- Кинорежиссёр — Ричард Рич
- Продюсеры — Ричард Рич, Джаред Ф. Браун
- Исполнительные продюсеры — Селдон О. Янг, Джаред Ф. Браун, К. Дуглас Мартин
- Сопродюсеры — Терри Л. Носс, Томас Дж. Тобин
- Сюжет — Ричард Рич, Брайан Ниссен
- Автор сценария — Брайан Ниссен
- Композитор — Лекс де Азеведо
- Слова — Клифф Ромни, Лекс де Азеведо
- Главный редактор — Джеймс Д. Кофорд
- Производственный менеджер — Бретт Хайден

## Песни
- «Нет ничего лучше, чем это» — в исполнении Мишель Никастро, Брайана Ниссена, Кристи Ландерс, Дуга Стоуна, Стива Виновича, Дональда Сейджа Маккея, Джозефа Медрано и Оуэна Миллера.
- «Потому что я люблю её» — в исполнении Брайана Ниссена, слова Клайва Ромни и Сидни Кларк
- «Она ушла!» — в исполнении Джозефа Медрано
- «Плохие дни впереди» — в исполнении Кати Зох
- «Правая сторона» — в исполнении Стива Виновича, Дуга Стоуна и Пола Мэйсонсона.
- «Потому что я люблю её» [Конечные титры] — в исполнении Коннелла Мосса

## Релиз
Первоначально фильм был выпущен в прямом эфире 4 августа 1998 года, а песни «Нет ничего лучше, чем это», «Правая сторона» и «Потому что я люблю её» (также эта песня используется в титрах). использовались в качестве трёх бонусных песен после презентация функции. Позднее он был выпущен на DVD 30 марта 2004 года. Полный двусторонний широкоформатный набор, содержащий все три мультфильма и песни, были выпущены 16 февраля 2004 года, но доступен только за пределами США. 2 августа 2005 года вышел американский релиз двухсерийного DVD, состоящего из двух частей, который содержит этот фильм и оригинальный «Принцесса-лебедь».